# Janusz Błażejak
Janusz Jan Błażejak (ur. 16 lipca 1960 w Jedlance, w lubelskim) – polski duchowny rzymskokatolicki, misjonarz oblat Zgromadzenia Misjonarzy Oblatów Maryi Niepokalanej (OMI), prowincjał misjonarzy oblatów w Kanadzie.

## Życiorys

### Wykształcenie
Po ukończeniu Niższego Seminarium Duchownego Oblatów w Markowicach k. Inowrocławia, w roku 1979 wstąpił do nowicjatu przy bazylice na Świętym Krzyżu i złożył pierwsze śluby w roku 1980. Kolejnymi etapami na jego drodze do kapłaństwa były studia filozoficzne i teologiczne w Wyższym Seminarium Duchownym św. Bernarda w Obrze k. Wolsztyna.
Po otrzymaniu święceń diakonatu w roku 1985 otrzymał obediencję do Kanady, gdzie w 1986 roku ukończył studia teologiczne w Newman Theological College w Edmonton.

### Posługiwanie kapłańskie w Kanadzie
Pierwszym miejscem pracy duszpasterskiej była parafia Ducha Świętego w Winnipeg. Tam też 6 czerwca 1987 roku z rąk biskupa Adama Exnera OMI otrzymał święcenia kapłańskie. 
Pracował w wielu parafiach w Kanadzie: jako wikariusz w parafii Ducha Świętego w Winnipeg (1987-91), w parafii św. Kazimierza w Toronto (1991-1992), jako proboszcz parafii św. Stanisława Kostki w Toronto (1992-1994), dyrektor Domu Rekolekcyjnego w Mississauga (1994-1995), proboszcz parafii św. Jacka w Ottawie (1995-99), proboszcz parafii św. Kazimierza w Toronto (1999-2005, ponownie od 2020), proboszcz parafii św. Maksymiliana Kolbe w Mississauga (2011-2020).
W 2005 roku został mianowany prowincjałem Misjonarzy Oblatów Maryi Niepokalanej Prowincji Wniebowzięcia w Kanadzie. Funkcję tę pełnił przez dwie kadencje do roku 2011. Jesienią tegoż 2011 objął obowiązki proboszcza parafii św. Maksymiliana Kolbe w Mississauga, największej liczebnie parafii polonijnej na świecie (ponad 40 tys. wiernych).
W latach 1993-96 i 1995-2005 służył w Radzie Prowincjalnej Misjonarzy Oblatów. Superior Dystryktu Toronto w latach 1999-2005 oraz 2011-2016. Od 2002 do 2020 - przewodniczący Konferencji Polskich Księży na Wschodnią Kanadę. Łączy ona ok. 120 polskich kapłanów w promieniu ok. 1000 km.
Odpowiedzialny za organizację Światowych Dni Młodzieży podczas wizyty Jana Pawła II w Toronto w roku 2002 z udziałem 800 tys. uczestników. Organizator czterech wizyt prymasa Polski ks. kard. Józefa Glempa w Kanadzie. W 2019 przekazał premierowi Ontario portret Jana Pawła II, który zawisł w kancelarii premiera Douga Forda.
O. Janusz Błażejak należy do Prowincji Wniebowzięcia NMP Misjonarzy Oblatów Maryi Niepokalanej (Toronto), liczącej około 50 polskich oblatów, w której latach 2005-11 pełnił funkcję prowincjała. Misjonarze oblaci założyli ponad 110 parafii i kościołów w całej Kanadzie.

### Działalność społeczna
Rozmaite funkcje społeczne w świeckich organizacjach polonijnych, m.in. w Radzie Nadzorczej Domu Kopernika w Toronto, Funduszu Wieczystym Polski Chrześcijańskiej w Kanadzie (Milenium); przewodniczący Funduszu Jana Pawła II dla Polskich Sierot i Dzieci w Domach Dziecka, kapelan Kongresu Polonii Kanadyjskiej oraz kapelan Związku Harcerstwa Polskiego, Okręg Kanada.